# 約克的瑪格麗特
約克的瑪格麗特（英語：Margaret of York，1446年5月3日—1503年11月23日）是約克公爵理察的女兒，愛德華四世的妹妹、理查三世的姊姊。渴望與英格蘭結盟的勃艮第公爵「大膽」查理一世提出與瑪格麗特的婚約，愛德華四世同意，雙方於1468年結婚。
瑪格麗特與查理沒有子女，她成為查理繼承人勃艮第的瑪麗的繼母。1477年查理死後瑪格麗特遵從他的遺願讓瑪麗與奧地利的馬克西米連結婚，往後勃艮第成為哈布斯堡家族的領地。瑪格麗特於1503年去世。